# نسرين مروان
 نسرين خلوجة مروان (ولدت 23 يناير 1995 بالجزائر العاصمة، الجزائر) هي لاعبة كرة طائرة جزائرية.

## معلومات الاندية
النادي الحالي : المجمع الرياضي البترولي (مولودية الجزائر سابقا) 
- منتخب الجزائر لكرة الطائرة سيدات
- البطولة الجزائرية لكرة الطائرة سيدات